# 山口水
武宁水，又名山口水、山漫水，是位於江西省西北部修水縣、銅鼓縣的一條河流，為修水的支流。河长134千米，流域面积1780平方千米，多年平均流量51立方米每秒。自然落差1028米。水能理论蕴藏量4万千瓦。